# 斯圖加特 (阿肯色州)
斯圖加特（英語：Stuttgart）是一個位於美國阿肯色州阿肯色縣的城市。根據2020年美國人口普查，該地人口為8264人，而該地的面積約為19.20平方千米。斯圖加特與迪威特同為阿肯色縣的縣治。

## 歷史
斯圖加特是由一位名為亞當·伯克爾的人所建立，他出生於德國符騰堡王國的普拉滕哈特，1852年舉家移民遷居美國，初到美國時，他在俄亥俄州伍德維爾擔任路德宗的牧師，1878年，伯克爾來到此地，並買下了大片土地，1880年，他在此開設了一間郵局，並以其家鄉符騰堡王國的首府斯圖加特，將此地命名為斯圖加特。當時斯圖加特的成人都幾乎都出身德國，當地路德宗教堂使用德語佈道，還有為德國人開設的私立學校與德語報紙。

## 地理

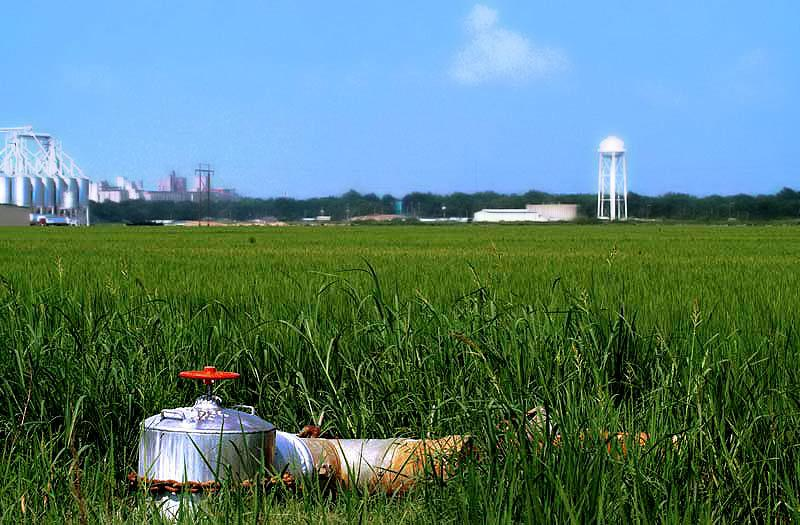
斯圖加特鄉間

斯圖加特的座標為34°29′49″N 91°33′03″W / 34.49694°N 91.55083°W，而該地的平均海拔高度為64米（即210英尺）。